# Јоан Кабај
Јоан Кабај (фр. Yohan Cabaye; Туркоан, 14. јануар 1986) је бивши француски професионални фудбалер и репрезентативац француске репрезентације. Играo je на позицији везног играча.